# Tomba di Francesco II di Bretagna
La tomba di Francesco II di Bretagna e di sua moglie Margherita di Foix è un monumento funebre che si trova a Nantes, all'interno della cattedrale dei Santi Pietro e Paolo, e che fu realizzato in marmo di Carrara all'inizio del XVI secolo da Michel Colombe (scultore) e Jehan Perréal (architetto). È classificata come monumento storico dal 1862.

## Storia
Il monumento funebre, commissionato da Anna di Bretagna per onorare la memoria dei suoi genitori, è considerato un capolavoro della scultura francese. In origine l'opera era conosciuta con il nome di "tomba dei carmelitani": Francesco II, infatti, aveva voluto essere sepolto nella cappella dei carmelitani a Nantes, accanto alle spoglie della sua prima moglie Margherita di Bretagna. La tomba accolse quindi i corpi di Francesco II e delle sue due mogli e fu inizialmente posta nella cappella dei carmelitani.
Quando scoppiò la rivoluzione, si riuscì a sottrarre le sculture alla distruzione smontando e sotterrando la tomba, che fu poi recuperata integra e rimontata infine nella cattedrale di Nantes all'inizio del XIX secolo.

## Descrizione
Il monumento è costituito da un sarcofago massiccio, rettangolare, di 390 x 233 x 127 centimetri. Al di sopra sono distese le due figure giacenti, con le mani giunte in preghiera. Le loro teste poggiano su cuscini sorretti da tre angeli e ai loro piedi si trovano un levriero, simbolo di fedeltà, e un leone, che rappresenta la forza e che tiene fra le zampe lo stemma della Bretagna.
Ai quattro angoli del sarcofago stanno quattro statue, ciascuna delle quali rappresenta una delle virtù cardinali: la giustizia, la fortezza, la temperanza e la prudenza.
I lati del sarcofago presentano altre sculture, ospitate in piccole nicchie di marmo rosa, che rappresentano i dodici apostoli e i santi patroni dei due defunti (San Francesco d'Assisi e Santa Margherita d'Antiochia), oltre a Carlo Magno e San Luigi. Al di sotto di queste sculture sono raffigurati dei personaggi in penitenza drappeggiati di nero.

### I giacenti
|  |  |

### Le statue d'angolo
Le figure allegoriche di donne rappresentano le quattro virtù cardinali, testimoni del cammino virtuoso che il principe e ogni uomo sono chiamati a seguire.
|  |  |  |  |

- La fortezza è rappresentata in armatura e con un elmo, giacché si tratta di una virtù virile. Nell'iconografia tradizionale, essa è spesso raffigurata appoggiata ad una colonna o ad una torre. Qui la fortezza strappa il drago dalla torre dove esso si è rintanato, simbolo della forza morale che trionfa sul vizio e la tentazione. L'espressione del suo volto riflette un certo dolore composto, come se lo sforzo di estirpare il drago (il male) dalla torre (l'anima) non possa essere fatto senza un conflitto interiore. Questa virtù ricorda inoltre il ruolo del cavaliere cristiano nella difesa della fede.

- La temperanza tiene nella mano destra il morso di un cavallo, simbolo di una condotta ponderata, e nella mano sinistra un orologio, simbolo del tempo che bisogna saper rispettare (Per tutte le cose c'è un tempo fissato da Dio, Ecclesiaste 3,1-15[2]) e che attenua le passioni. Essa simboleggia inoltre la misura del tempo, che non bisogna sprecare in vanità, e ricorda che il principe deve ricercare il giusto mezzo, l'equilibrio. Il suo vestito quasi monacale esprime il rifiuto delle tentazioni della carne che portano all'eccesso.

- La giustizia porta nella mano sinistra un libro (simbolo della legge) decorato con una bilancia (simbolo dell'equità). Nella mano destra essa tiene un gladio imponente, che però è delicatamente coperto da un lembo della sua veste: "rendere giustizia, ma non distruggere la persona". Questa virtù indossa una corona, ricordando che il principe esercita il ruolo di giudice e di arbitro. Secondo una possibile interpretazione, questa statua è una rappresentazione di Anna di Bretagna, con le vesti e gli attributi di regina e duchessa.

- La prudenza ha nella mano destra un compasso, simbolo della misura di ogni azione, e nella mano destra uno specchio, riflesso di ogni pensiero e simbolo della verità: nello specchio si vede l'immagine delle proprie debolezze e, conoscendo se stessi, si è in grado di correggere la propria condotta. Sulla testa della statua sono raffigurati due volti: davanti quello di una giovane donna, dietro quello di un vecchio saggio, ad indicare che la previdenza non può essere separata dall'esperienza. Ai suoi piedi si trova un serpente (Siate dunque prudenti come i serpenti, Matteo 10,16[3])).

### Elementi simbolici
|  |  |

### Il leone e il levriero
|  |  |

### Carlo Magno, San Luigi, gli apostoli
|  |  |